# Клапан Вьюссена
Клапан Вьюссена є клапаном коронарного синуса і анатомічним орієнтиром між коронарним синусом і великою серцевою веною . Найчастіше це м'який клапан, що складається з одного-трьох листочків. Виявляється у 80-90% людей.  
Клінічна значимість клапана Вьюссена полягає у тому, що він може спричиняти обструкцію серцевих катетерів при встановленні серцевих електродів.  